# Bradysia polonica
Bradysia polonica is een muggensoort uit de familie van de rouwmuggen (Sciaridae). De wetenschappelijke naam van de soort is voor het eerst geldig gepubliceerd in 1929 door Lengersdorf.